# Scopula rubraria
Scopula rubraria là một loài bướm đêm thuộc họ Geometridae. Nó được tìm thấy ở hầu hết Úc.
Sải cánh dài khoảng 20 mm.
Ấu trùng ăn Plantago lanceolata.

## Hình ảnh

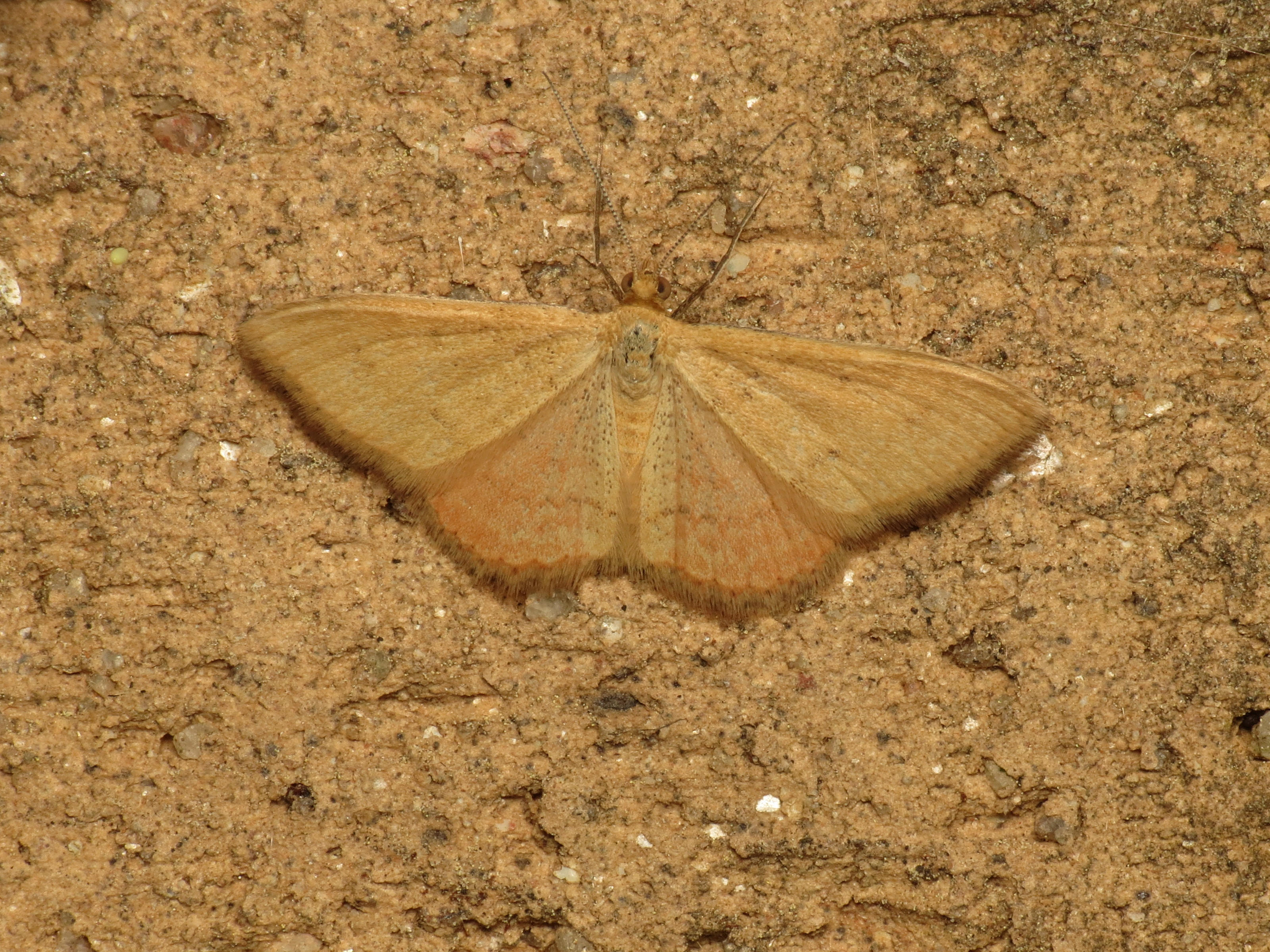
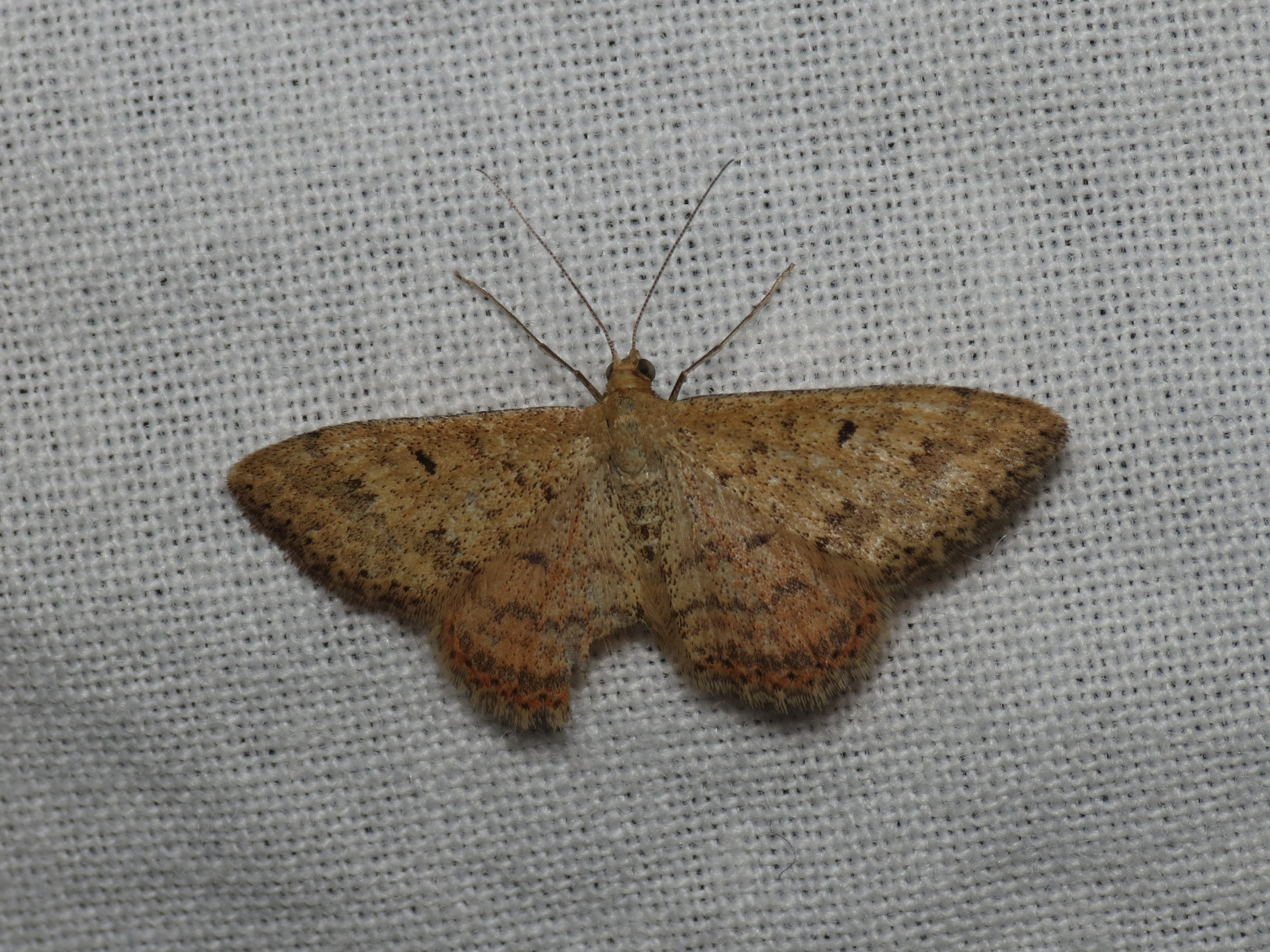
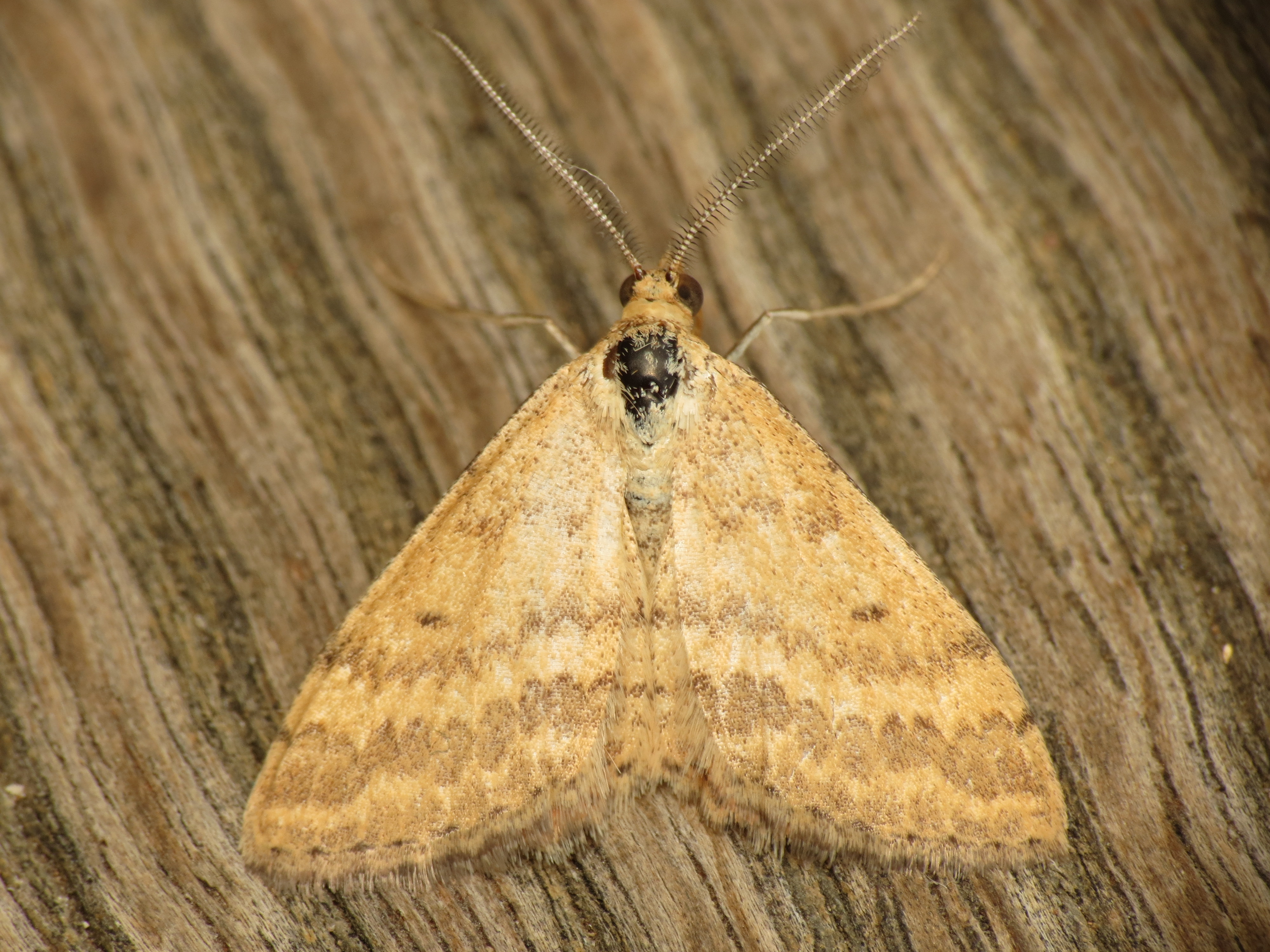
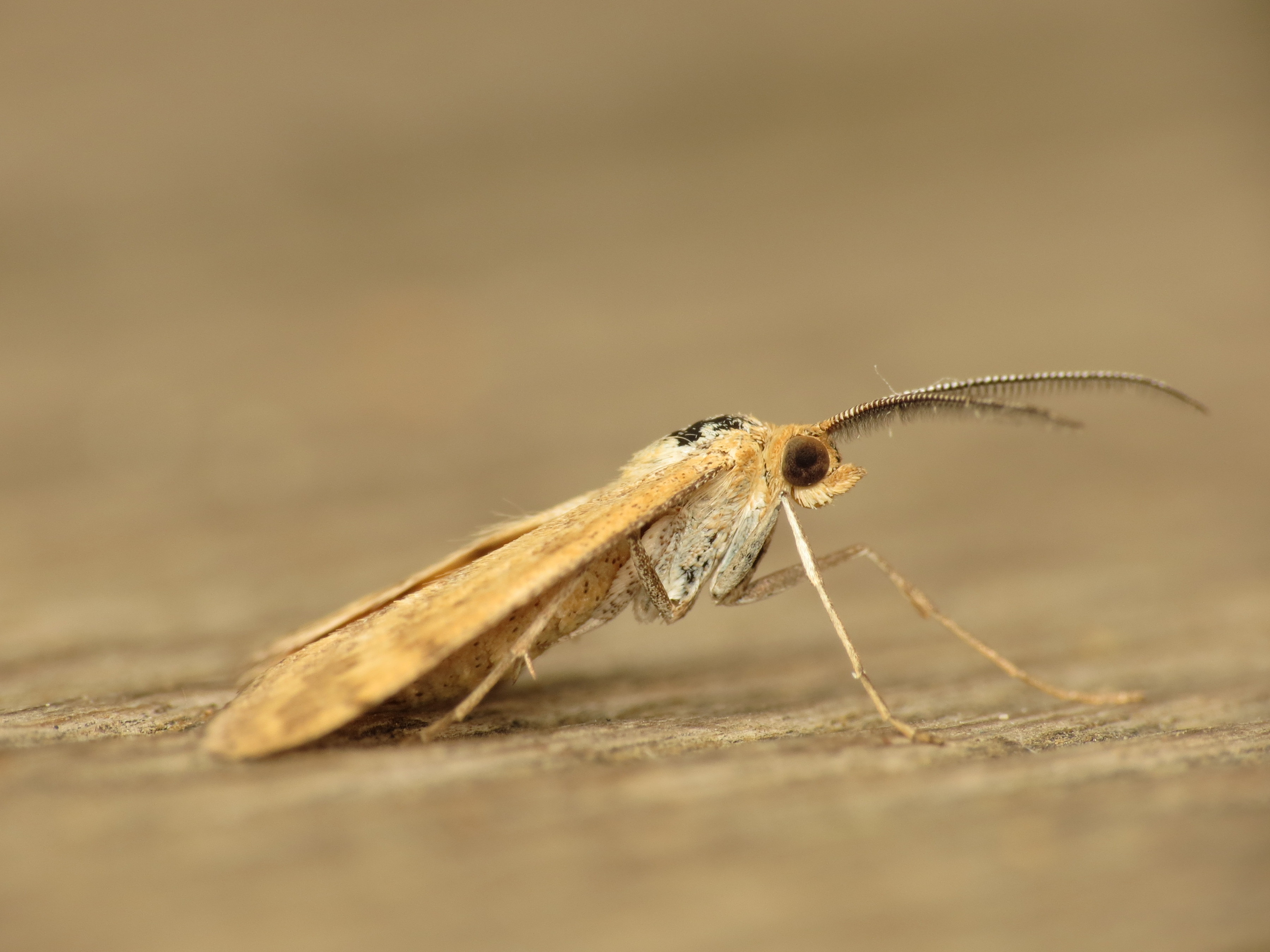